# 国道287号

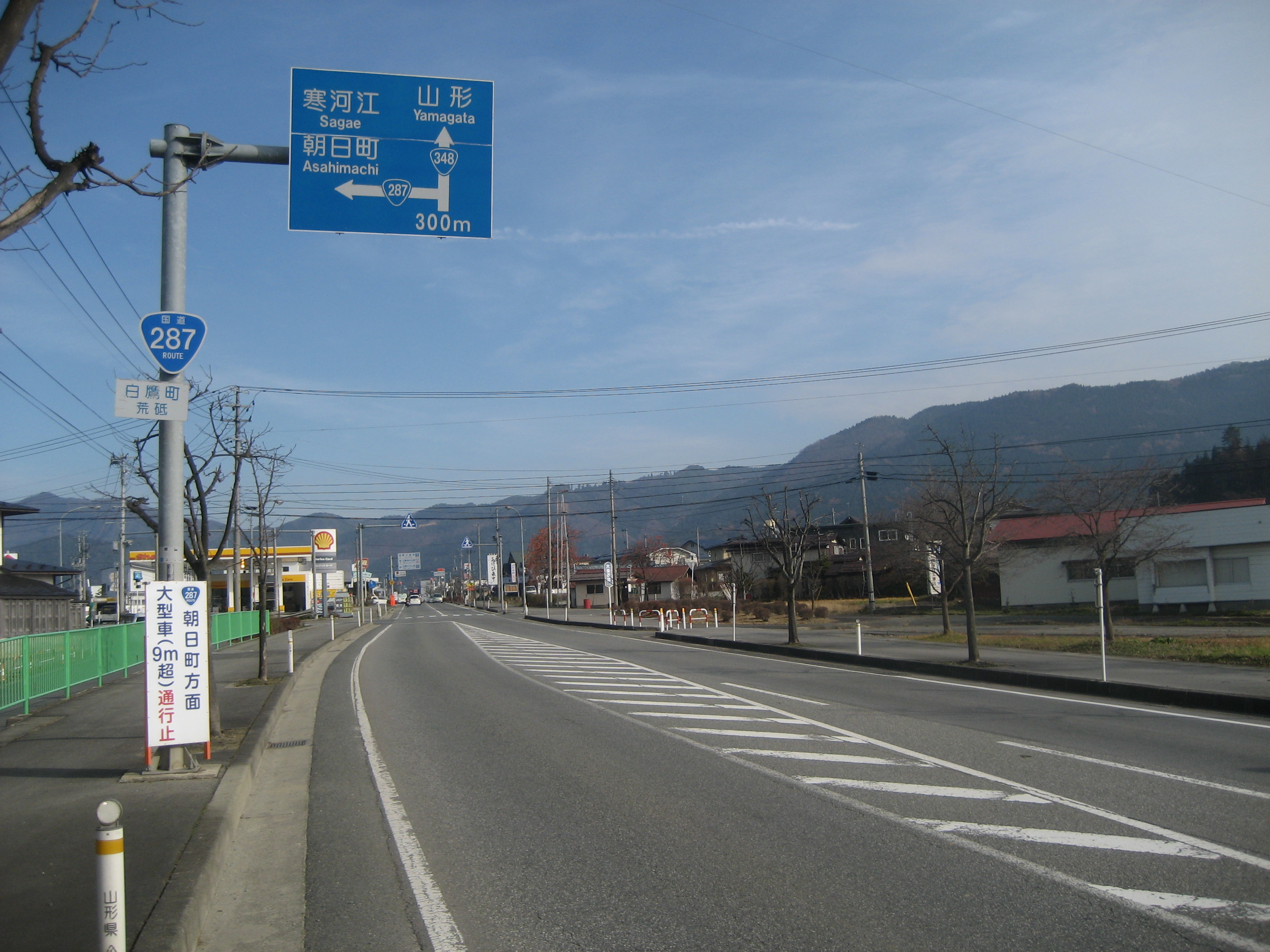
山形県白鷹町荒砥付近

国道287号（こくどう287ごう）は、山形県米沢市から東根市に至る一般国道である。

## 概要
福島県と接する山形県置賜地方最南端に位置する米沢市の国道121号分岐から、最上川の流れに沿うようにして北上し、村山地方で佐藤錦などサクランボの有数の産地でも知られる東根市の国道13号に接続する延長約80 kmの一般国道の路線で、山形県内で完結する国道でもある。主な通過地は、東置賜郡川西町、長井市、西置賜郡白鷹町、西村山郡朝日町、大江町、寒河江市、河北町である。山形県を南北に縦貫する国道13号の西側で平行する位置にあり、米沢市 - 長井市の別名が長井街道、長井市 - 寒河江市が西部街道ともよばれる。終点付近で、東根市内を走る東北中央自動車道と東根ICで接続するアクセス道路にもなっている。

### 路線データ
一般国道の路線を指定する政令に基づく起終点および重要な経過地は次のとおり。
- 起点：米沢市（成島町交差点 = 国道121号舘山バイパス交点、山形県道101号米沢浅川高畠線・山形県道152号米沢環状線起点）
- 終点：東根市（蟹沢交差点 = 国道13号交点、山形県道122号東根大森工業団地線起点）
- 重要な経過地：長井市、西置賜郡白鷹町、西村山郡大江町、寒河江市、西村山郡河北町
- 総延長 : 79.6 km（重用延長を含む。）[2][注釈 2]
- 重用延長 : 0.0 km[2][注釈 2]
- 未供用延長 : なし[2][注釈 2]
- 実延長 : 79.5 km[2][注釈 2]
  - 現道 : 79.0 km[2][注釈 2]
  - 旧道 : なし[2][注釈 2]
  - 新道 : 0.6 km[2][注釈 2]
- 指定区間：なし[3]

## 歴史
- 1970年（昭和45年）4月1日 - 一般国道287号（山形県米沢市 - 山形県東根市）として指定。
- 2002年（平成14年）
  - 長井南バイパスの川西町大塚 - 西大塚間（1.5 km）開通。
  - 畔藤バイパスの長井市五十川 - 白鷹町荒砥間（6.5 km）の全区間が開通する[4]。これに伴い、並行する西部街道の区間が国道指定から外れる。
- 2005年（平成17年）11月 - 和合バイパスの新しい明鏡橋を含む西村山郡朝日町和合から玉ノ井までの区間（900 m）が開通[5]。
- 2007年（平成19年）12月28日 - 和合バイパスの岩坂橋の掛け替えが完了し、3.4 kmの全区間が開通する。
- 2010年（平成22年）3月26日 - 長井南バイパスの川西町西大塚 - 長井市河井間（3.5 km）開通[6]。併せて、接続する東置賜郡川西町大塚の起点から東置賜郡川西町中小松の長井街道交点までの区間が、県道248号と県道7号に重複して新たに国道に指定され、並行する川西町中小松の県道7号交点から長井市今泉の国道113号交点までの長井街道に当たる区間がこれ以降に国道指定を外れる[7]。
- 2013年（平成25年）
  - 9月27日 - 米沢市内米沢北バイパス・国道121号舘山バイパス整備進行に伴い、起点が大門北交差点から成島町交差点に変更される。
  - 12月11日 - 米沢市窪田町地内の米沢北バイパスの一部（0.5 km）を暫定2車線で供用開始[8]。
  - 12月27日 - 長井市森 - 五十川間の森バイパス（1.2 km）が開通[8]。
- 2014年（平成26年）3月31日 - 白鷹町大瀬で道路隆起が発生して、同地内で全面通行止めとなる。その後地滑り対策工事が行われ、片側交互通行を経て翌年8月10日に規制が解除される[9]。
- 2016年（平成28年）3月30日 - 長井南バイパスの長井市河井 - 泉間（1.3 km）の供用開始、6.3 kmの全区間が開通する[10]。また、これに並行する長井街道の区間のうち、2020年（令和2年）頃に、泉交差点から時庭交差点までの区間が山形県道257号に、時庭交差点から国道113号の今泉交差点までの区間が市道に変更され、国道指定を外れる。
- 2023年（令和5年）12月2日 - 米沢北バイパスの米沢市窪田町 - 米沢市六郷町桐原間（2.9 km）の供用開始、全線開通する[11]。
- 2024年（令和6年）3月9日 - 川西バイパスの西大塚 - 中小松間（2.9 km）の供用開始。

。

## 路線状況

### 別名
- 長井街道（米沢市 - 川西町中小松、長井市今泉 - 舟場）
- 西部街道（長井市舟場 - 五十川、白鷹町荒砥乙 - 大江町藤田）

### バイパス
- 米沢長井道路（米沢市窪田町小瀬 - 長井市泉）
  - 米沢北バイパス（米沢市窪田町桐泉 - 六郷町桐原）[13]
  - 米沢川西バイパス（米沢市六郷町桐原 - 川西町時田）[14]- 事業中
  - 川西バイパス（川西町時田 - 西大塚）[15] - 事業中
  - 長井南バイパス（川西町西大塚 - 長井市泉）
- 長井バイパス（長井市）
- 畔藤バイパス（長井市・白鷹町）
- 和合バイパス（朝日町）
- 左沢バイパス（寒河江市・大江町）

### 重複区間
- 国道348号（川西町西大塚 - 白鷹町荒砥甲）
- 国道347号（寒河江市・高松交差点 - 河北町・要害交差点）

### 道路施設

#### 橋梁
- 松ケ根橋（鬼面川、米沢市）
- 広幡誇線橋（JR米坂線、米沢市）
- 犬川橋（犬川、川西町）
- 高田前誇線橋（山形鉄道フラワー長井線、川西町）
- 白川橋（白川、長井市）
- 長井橋（最上川、長井市）
- 明鏡橋（最上川、朝日町）
- 柏陵橋（最上川、大江町 - 寒河江市）
- 簗瀬橋（最上川、寒河江市）
- 慈恩寺大橋（寒河江川、寒河江市）
- 谷地橋（最上川、河北町）

#### 道の駅
- 川のみなと長井（長井市）
- 白鷹（白鷹町）
- あさひまち[16]（朝日町）
- おおえ（大江町）
- 河北 （河北町）

## 地理

### 通過する自治体
- 山形県
  - 米沢市 - 東置賜郡川西町 - 長井市 - 西置賜郡白鷹町 - 西村山郡朝日町 - 西村山郡大江町 - 寒河江市 - 西村山郡大江町（飛地） - 寒河江市 - 西村山郡河北町 - 東根市

### 交差する道路
- 国道121号舘山バイパス、山形県道101号米沢浅川高畠線、山形県道152号米沢環状線（米沢市成島町2丁目）
- 国道113号（川西町西大塚）
- 国道348号（白鷹町荒砥甲）
- 国道458号（寒河江市中郷）
- 国道112号（寒河江市・高松交差点）
- 国道347号（河北町・要害交差点）
- E13 東北中央自動車道 東根IC（東根市羽入）
- 山形県道184号山形空港線（東根市羽入）
- 国道13号・山形県道122号東根大森工業団地線（東根市・蟹沢交差点）

### 沿線
- JR東日本米坂線
  - 成島駅 - 中郡駅 - 羽前小松駅 - 犬川駅 - 今泉駅
- 川西町立小松小学校（川西町）
- 山形鉄道フラワー長井線
- 長井市立豊田小学校（長井市歌丸）
- 長井市立長井小学校（長井市ままの上）
- 最上川
- 上郷ダム（朝日町上郷）
- 朝日町役場（朝日町宮宿）
- 朝日町立宮宿小学校（朝日町宮宿）
- 山形県立左沢高等学校（大江町藤田）
- JR東日本左沢線（別名：フルーツライン左沢線）羽前高松駅
- 寒河江市立醍醐小学校（寒河江市日和田）
- 山形空港（東根市）